# Раанана
Раана́на (івр. רעננה) — місто на півдні долини Шарон у Центральному окрузі Ізраїлю. Населення складає 73 200 чол.
Місто розташоване на відстані 19 км від Тель-Авіва. Населення Раанани складають переважно євреї — репатріанти та їхні нащадки із США, Великої Британії, Франції, ПАР, колишнього СРСР тощо.

## Історія

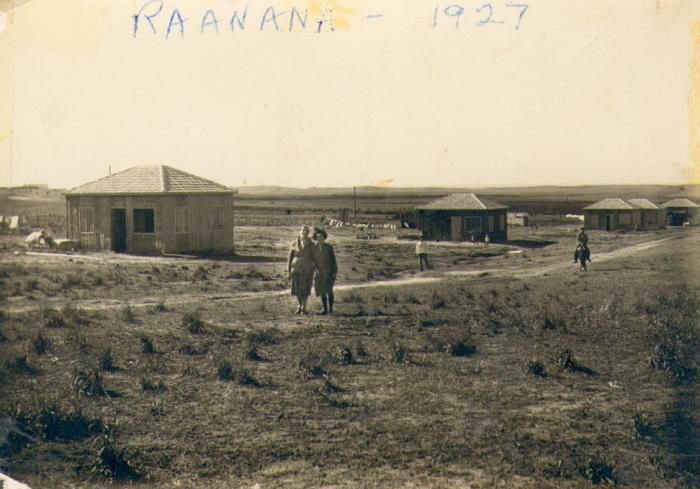
Раанана в 1927 році

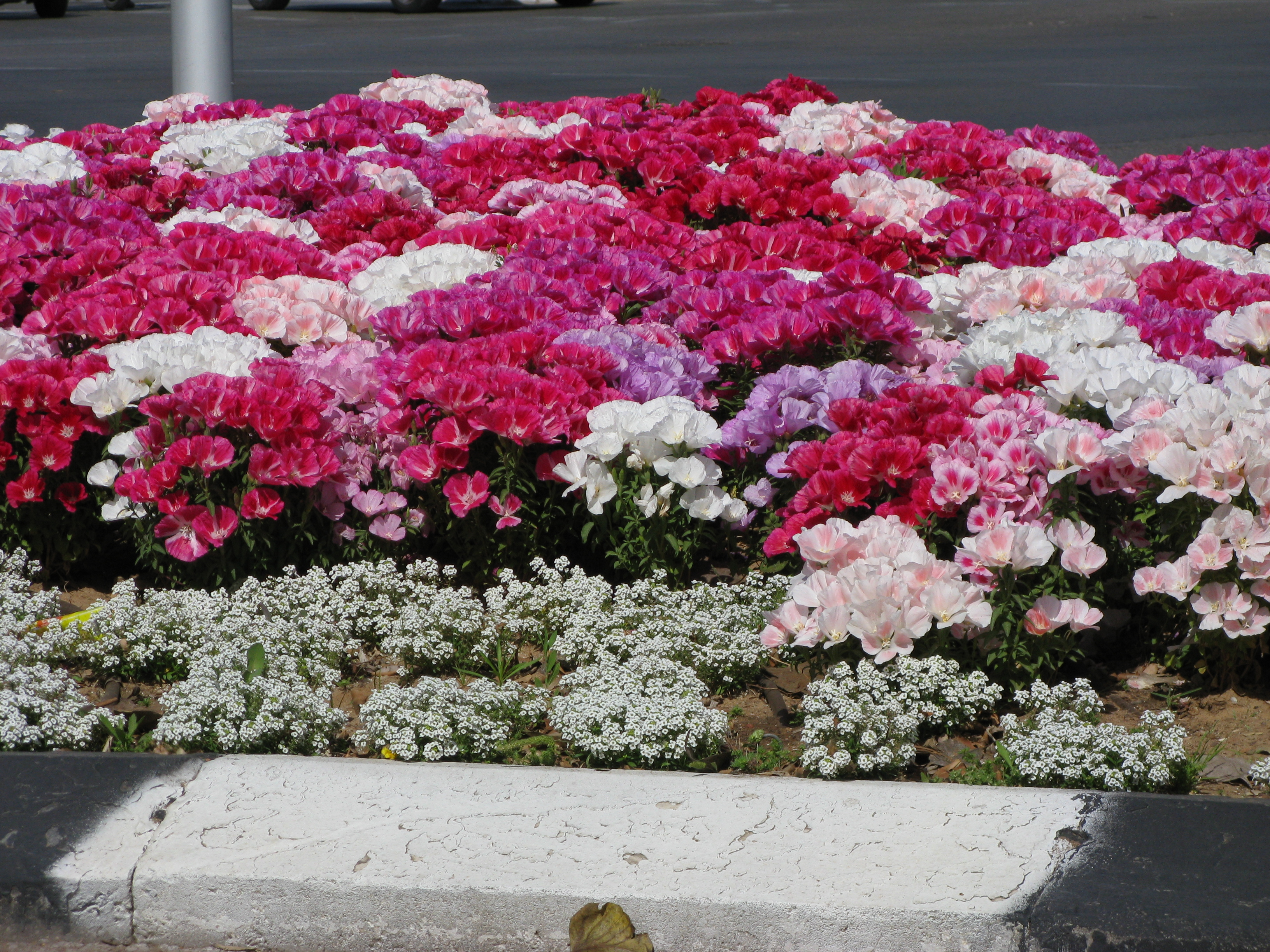
Квіти на вулицях Раанани

Історія Раанани як міського поселення почалась у 1912 році із заснуванням «Ахуза Алеф — Нью-Йорк», американської компанії, що займалась розселенням євреїв на Святій землі Ізраїлю. Метою діяльності компанії саме і було придбання земель у Палестини для подальшої імміграції до країни єврейського населення, щоб засновувати постійні поселення. Перша світова війна на якийсь час загальмувала здійснення планів компанії, і тільки в 1922 році компанії вдалося заснувати поселення.
2 квітня 1922 року 2 фургони з чотирма членами Ахузи, трьома робітниками і двома озброєними охоронцями виїхали з Тель-Авіву. Після п'ятигодинної мандрівки вони досягли місця заснування поселення і поставили там перший намет.
Уже в перші ж дні поселення отримало назву «Раананія», його вигадали самі поселенці, вихідці із США. Арабські сусіди поселення називали його «Америкайя», адже всі його перші жителі були із США і розмовляли англійською. Пізніше поселенці вибрали єврейську версію назви, «Раанана́», що означає «бадьорість», свіжість".
Починаючи від 1922 року мерами Раанани були: Барух Островськи, Міхаель Пасвейг, Їцхак Школьнік, Біньямін Вольфувич, Зеев Бельськи, Нахум Хофрі.
Раанана і дотепер приваблює до себе репатріантів з англомовних країн (США, Велика Британія, ПАР, крім того значною є також громада євреїв з Франції.
Місто по праву вважається одним з найкращих у Ізраїлі в плані екології. Повітря в Раанані, яке і дало назву місту, лишається свіжим і чистим, що не в останню чергу пов'язане з мудрим керуванням місцевого муніципалітету — так, діє заборона на функціонування підприємств тяжкої промисловості у межах міста, крім того на щорічній основі проводиться квіткове змагання, завдяки чому місто практично цілорік «потопає» у квітах, продуманим і ощадливим є водопостачання та інші інженерні рішення міської соціальної інфраструктури.

## Промисловість, бізнес і структура міста

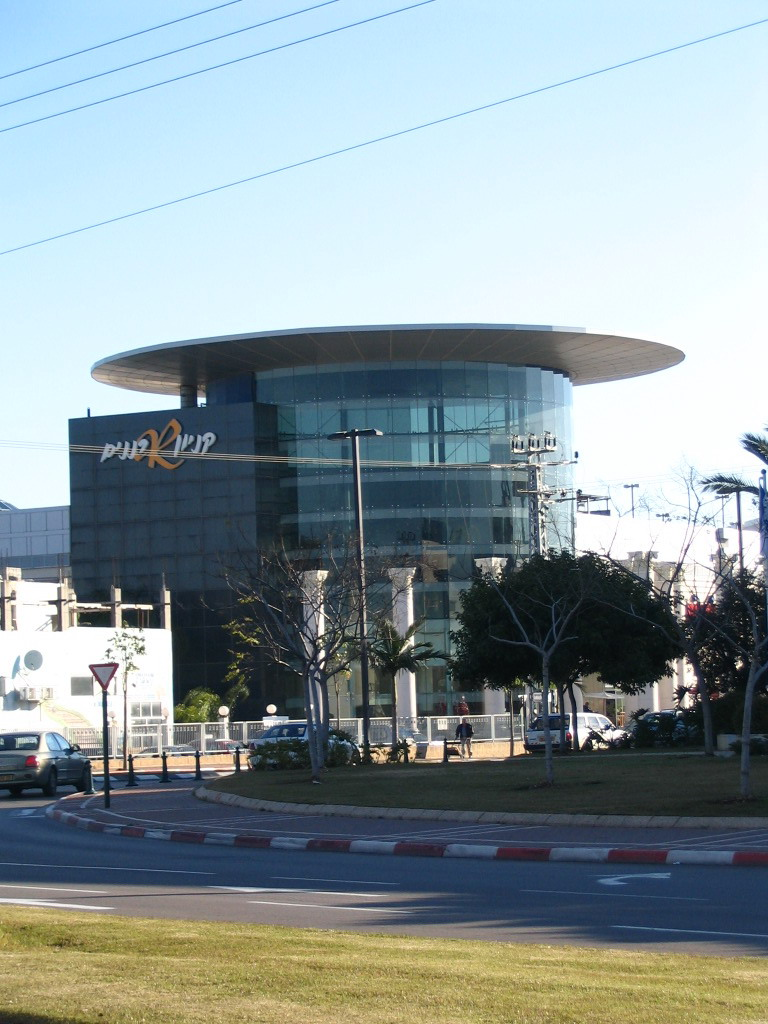
ТЦ «Рананім»

Північна частина міста є розвинутою промисловою зоною. Там розташовані торговельний центр «Рананім»; супермаркети і крамниці; фірми з високотехнологічним виробництвом, в тому числі і ті, що займаються розробкою програмного забезпечення. Однією з найвідоміших фірм є виробниче представництво Hewlett-Packard. Також у промзоні Раанани є филіали таких всесвітньо знаних технологічних концернів, як SAP та Texas Instruments.
У східній частині Раанани містяться офіси наступних відомих компаній хайтеку: телекомунікаційного концерну Amdocs (штаб-квартира); NICE Systems, що розробляє системи безпеки; а також офіс всесвітнього гіганта-розробника, виробника і розповсюджувача програмного забезпечення для ПК Microsoft.
Вулиця Ахуза, що перетинає місто з заходу на схід, є центральною магістраллю Раанани. На ній містяться численні крамниці, кав'ярні і ресторани. На цій же вулиці знаходиться муніципалітет Раанани.

## Освіта
Вважається, що рівень освіти, яку забезпечують навчальні заклади Раанани, є достатньо високим.
У місті діють 12 початкових шкіл, 10 шкіл для старших класів і 8 тихо́нів — шкіл повноцінної середньої освіти.
Також у місті функціонують декілька приватних коледжів, школи для обдарованих учнів і центр підготовки для людей з різноманітними відхиленнями (наприклад, для осіб, що мають вади аутизму).
У Раанані розташований кампус Відкритого університету Ізраїлю.

## Міста-побратими
- Нідерланди — Опстерленд
- Італія — Верона
- США — Атланта
- Німеччина — Брамше
- Німеччина — Гослар

## Галерея

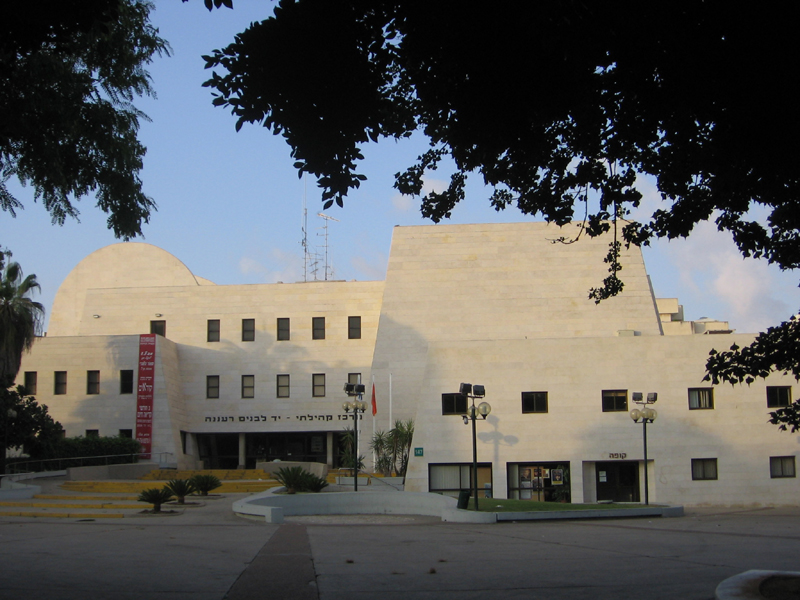
Концертна зала
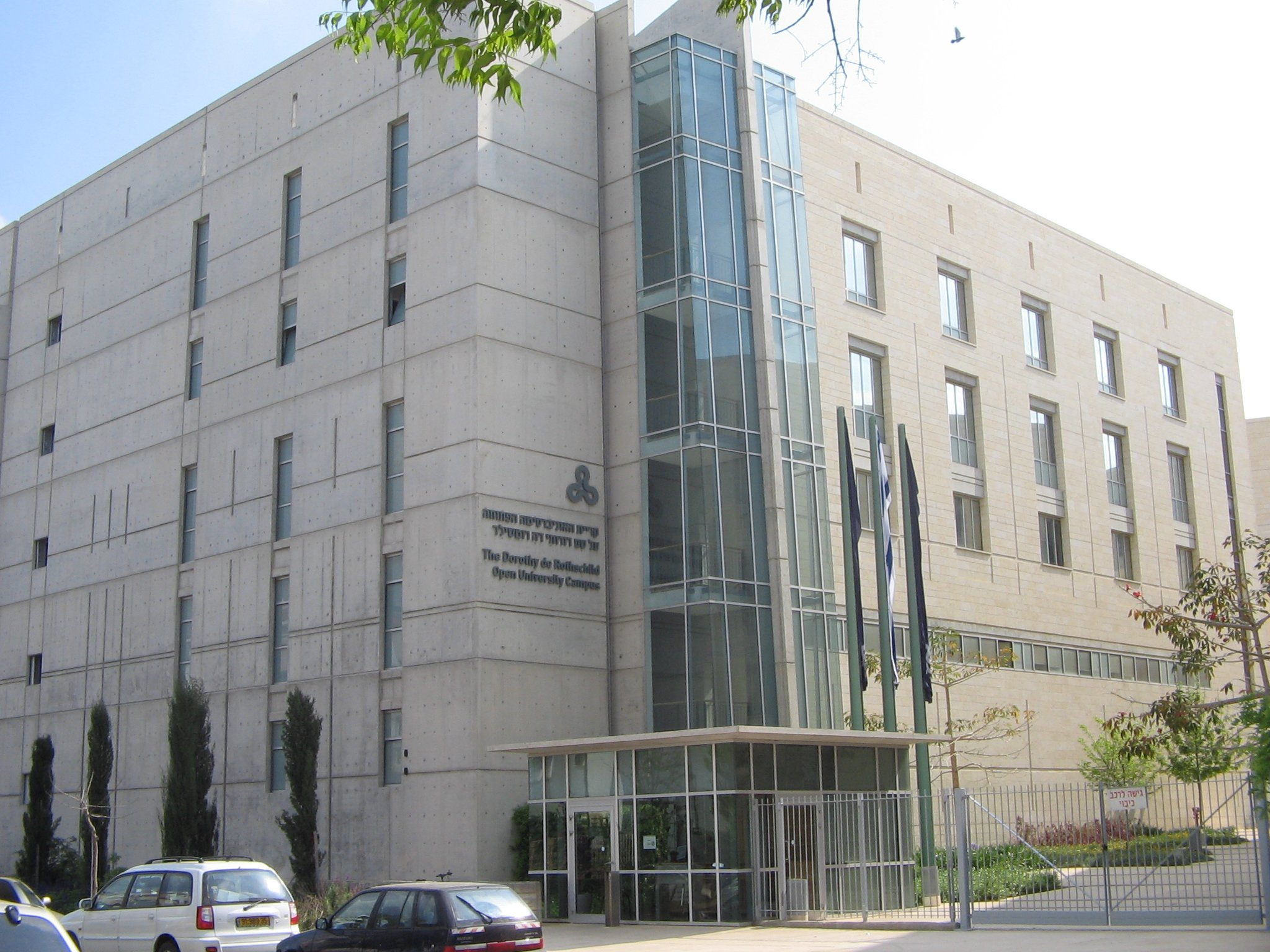
Кампус Відкритого університету Ізраїлю
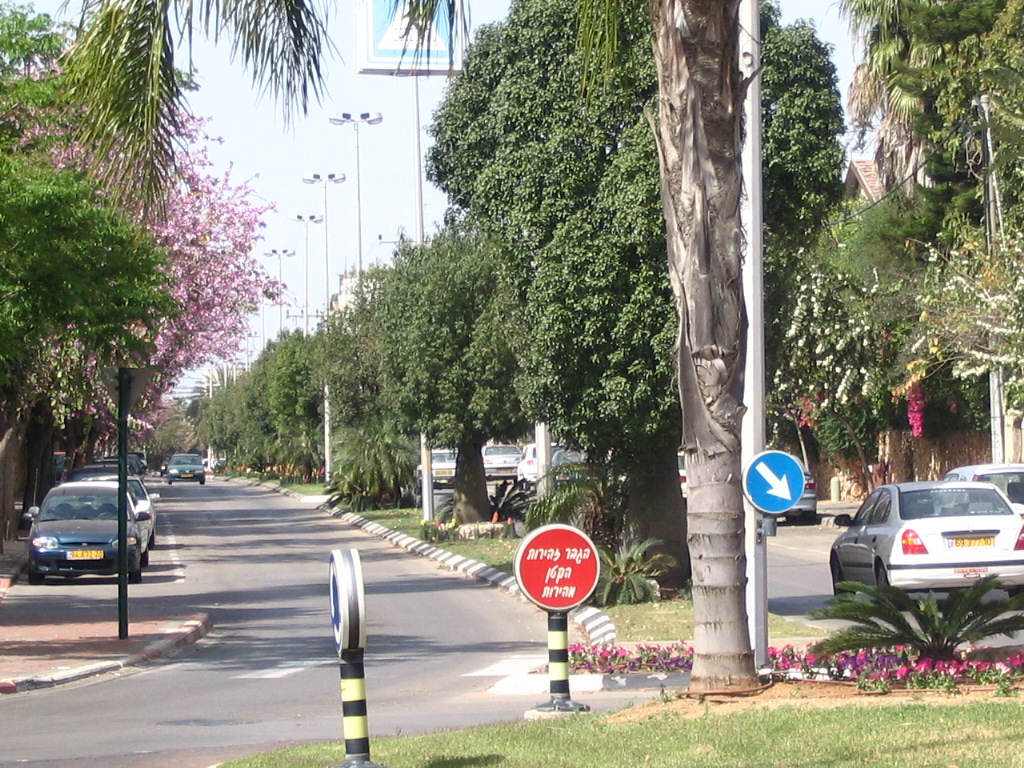
Квітуча вулиця міста
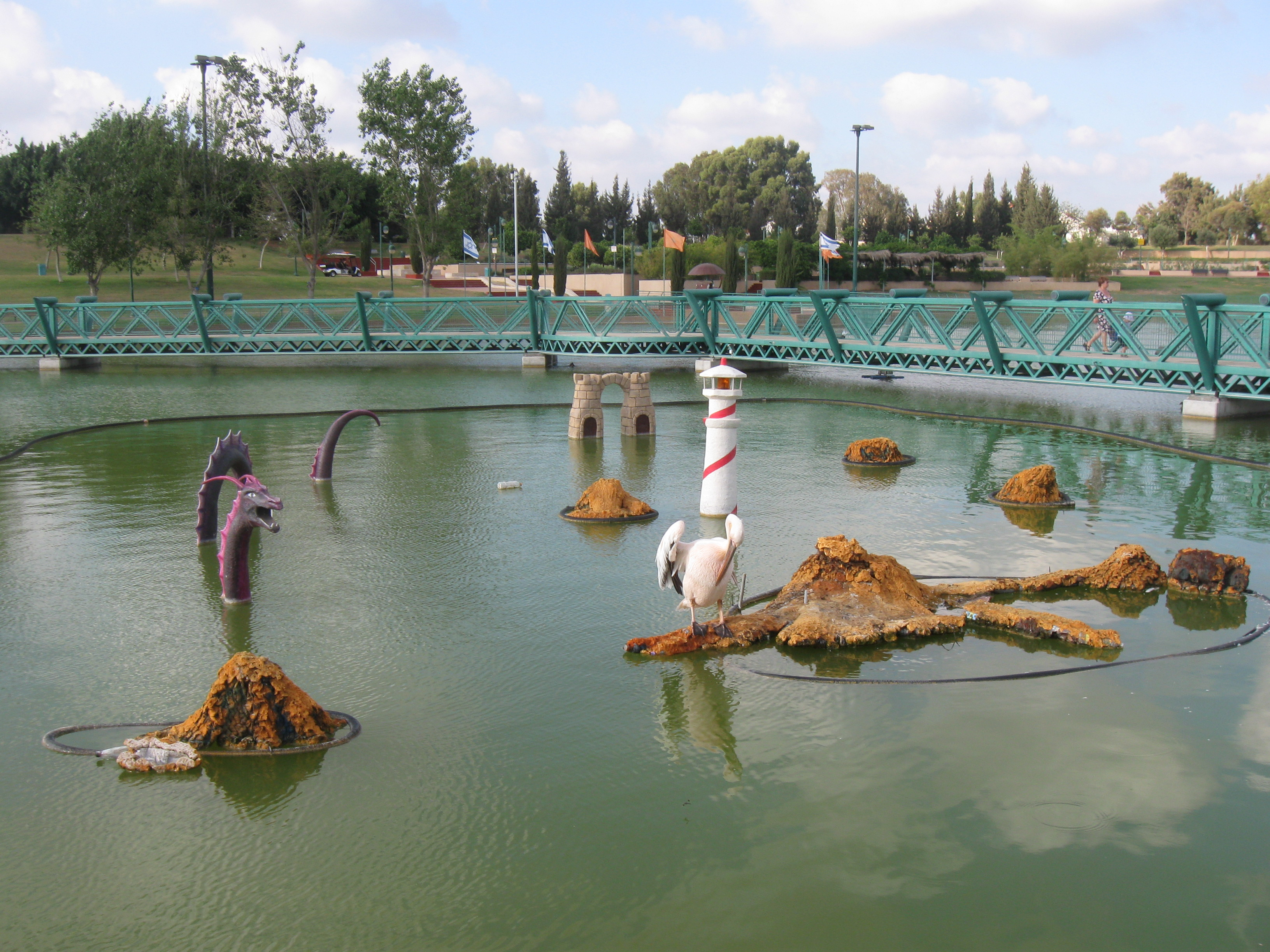
Міський парк
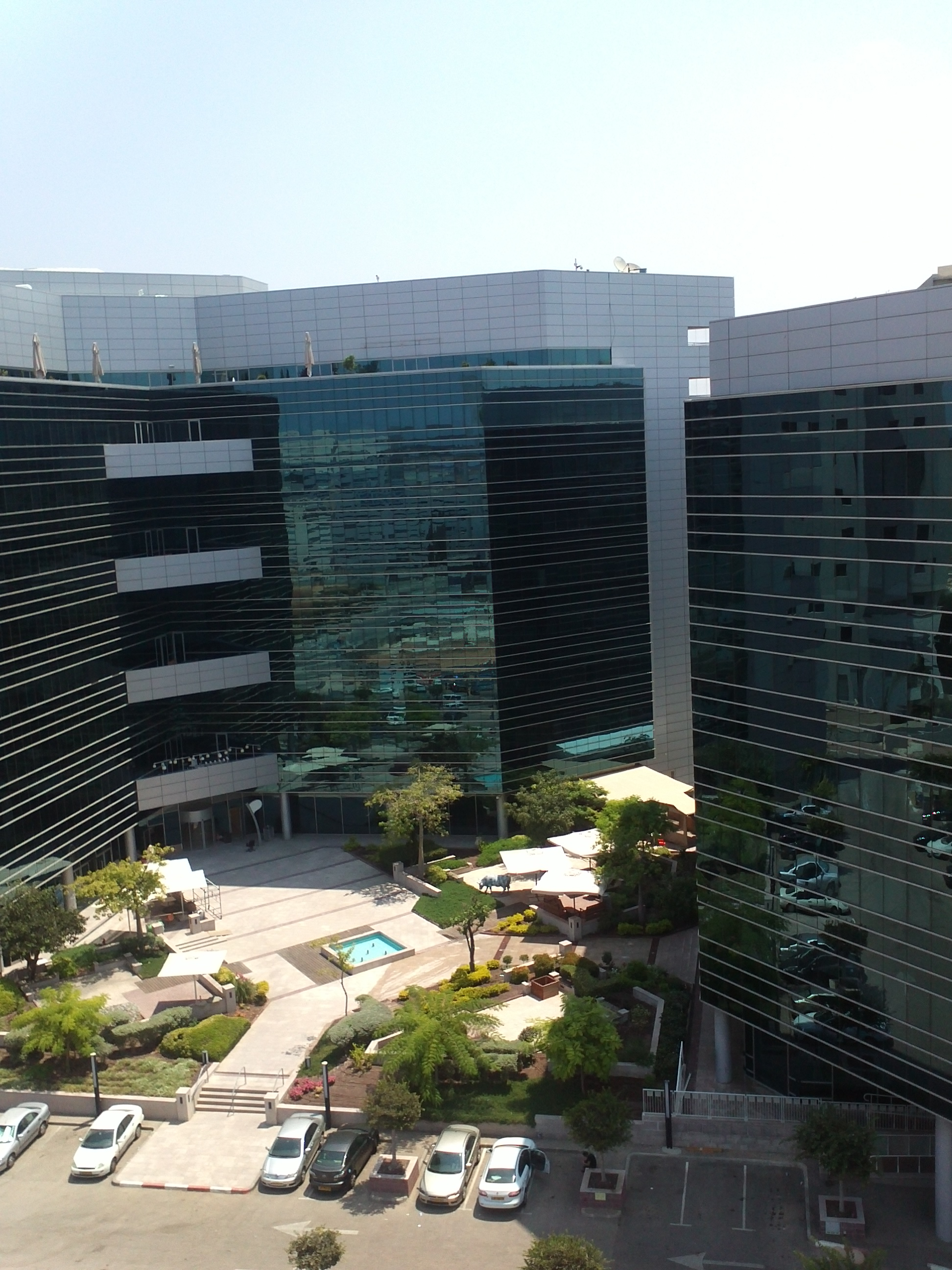
Будівля Nice Systems в промзоні Раанани
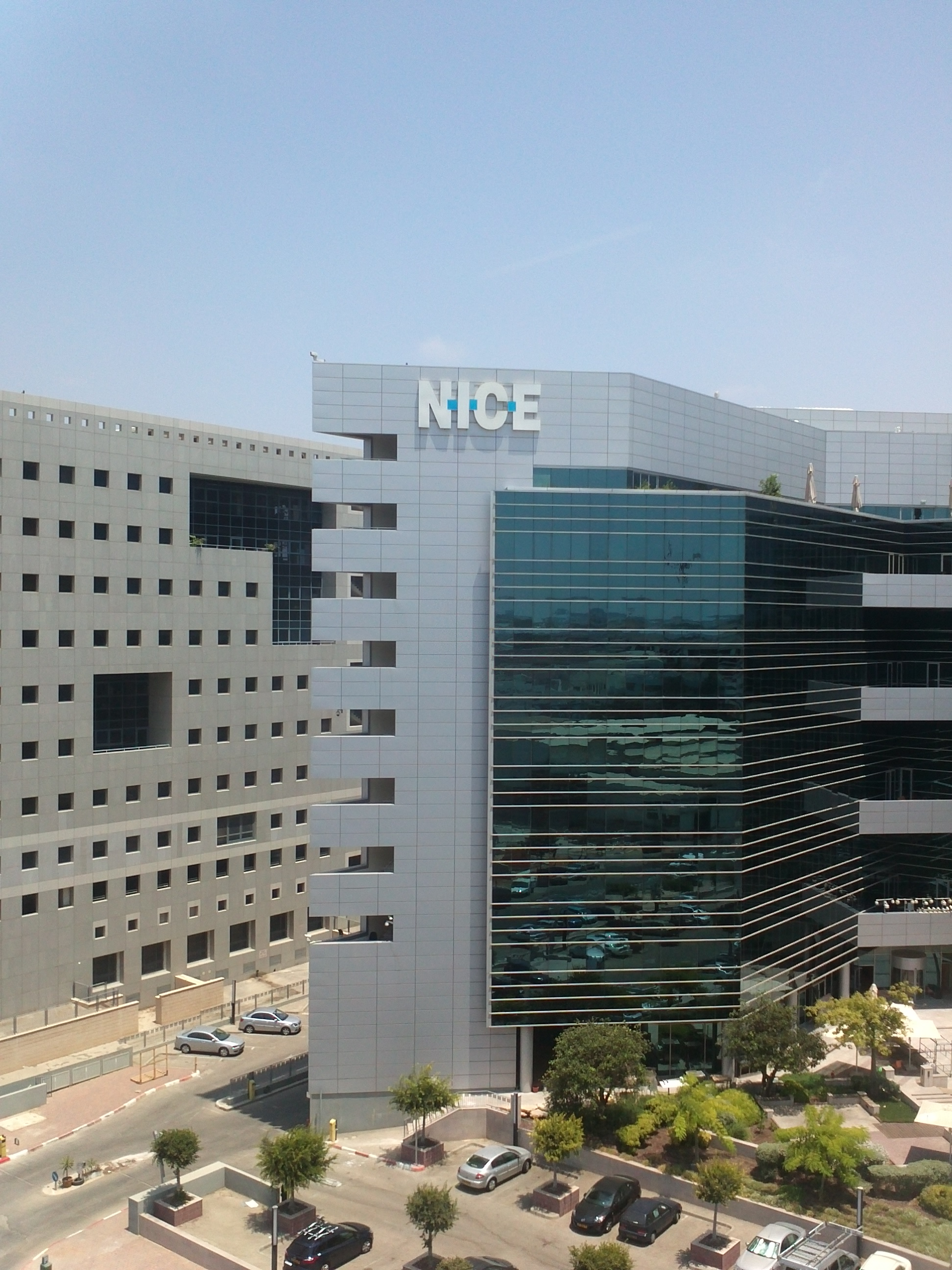
Будівля Nice Systems в промзоні Раанани
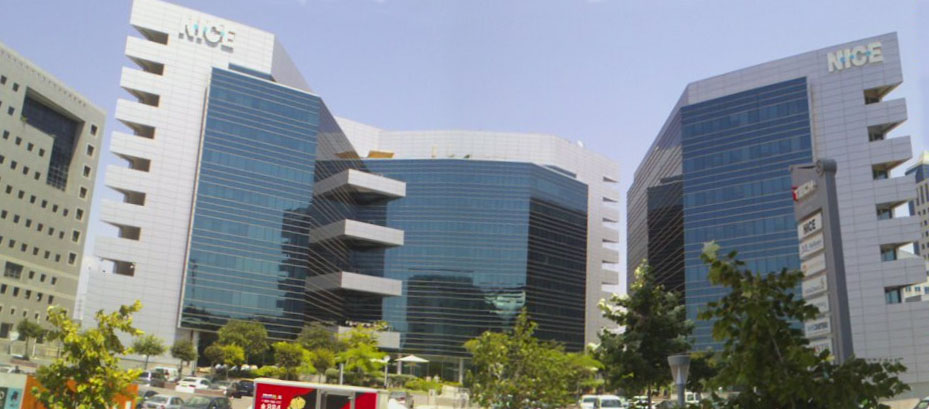
Будівля Nice Systems в промзоні Раанани
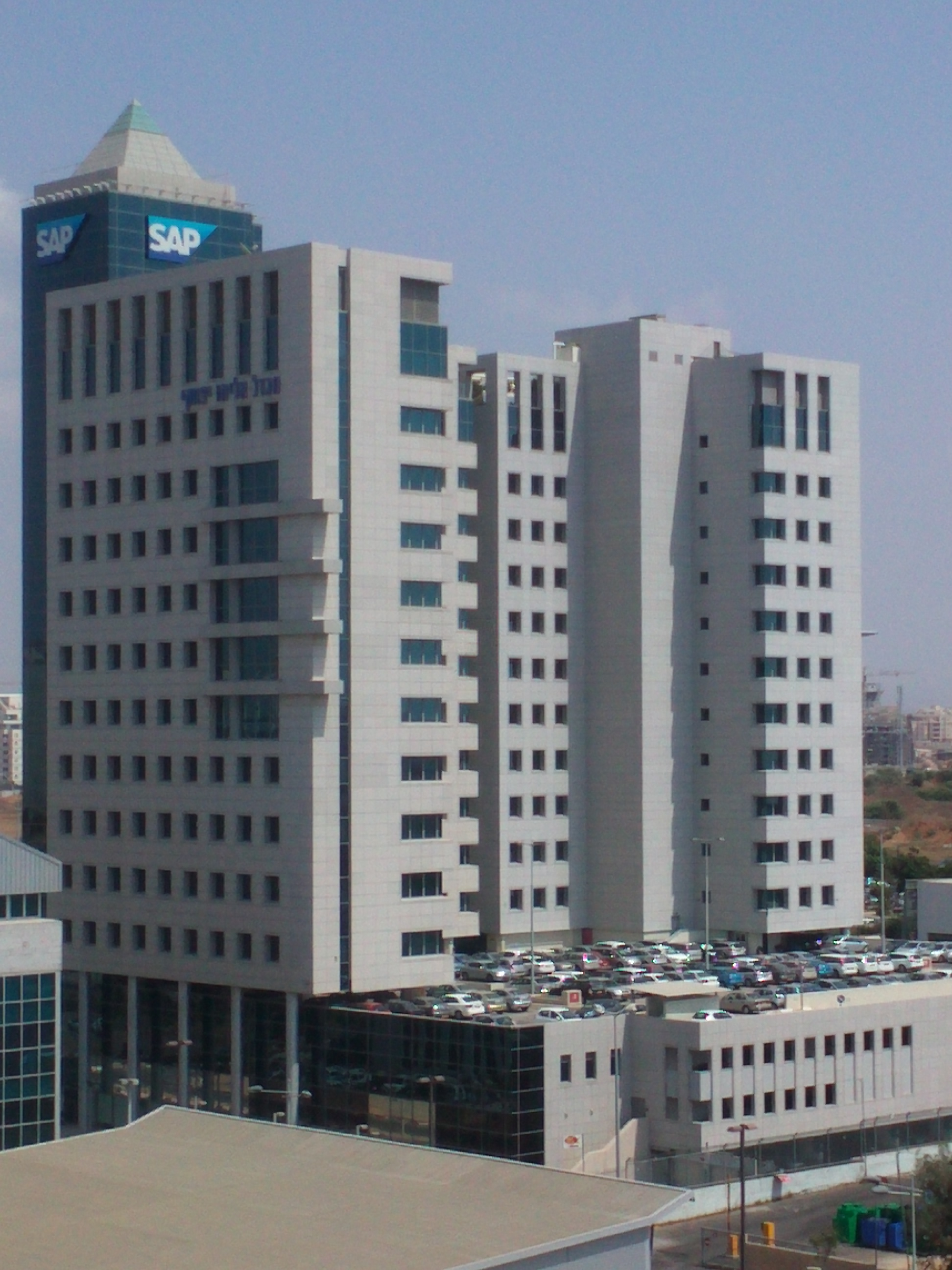
Будівля SAP в промзоні Раанани